# A1グランプリカー
A1グランプリカー（エーワングランプリカー）は、A1グランプリで使用されているマシン。2005年から2006年、2006年から2007年と2007年から2008年シーズンではローラ製のシャーシが使用されたが、2008年から2009年シーズンはフェラーリ製のシャーシ・エンジンを搭載したマシンが使用されている。

## ローラ/ザイテックマシン

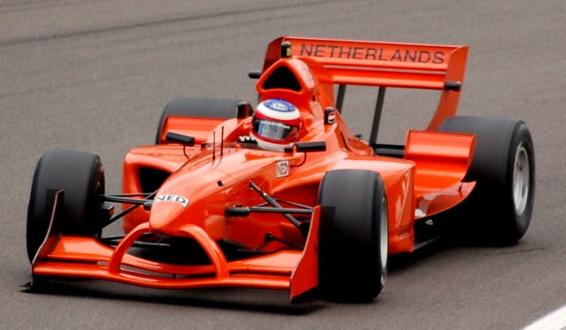
オランダチームカラーのローラ製マシン

シャーシはローラが、エンジンはザイテックが製作。2005年から2008年まで使用されていた。また2009年からユーロ3000選手権→Auto GPにおいてローラ・B05/52としてタイヤのみミシュランに変更され使われている。
比較的スタイルを重視したマシンデザインで、大きく湾曲したフロントウイングステー、前方に長く伸びたサイドポット、斜めのリヤウイング翼端板など、独特の空力処理が見られる。トラクションコントロールなどのドライバーアシスト装置が装着されていないため、ドライバー同士が直接競いやすくなる。また、パワーブースター機能が設けられており、スプリントレースでは4回、フィーチャーレースでは8回使用することができる。これはステアリング上のボタンを押すことで機能を使用できるが、スロットルが80%以上開いていてなおかつ速度が60 km/h以上のときに使用できる。

### スペック

#### シャーシ
- シャーシ構造：カーボンファイバー/アルミハニカムモノコック
- 全長：4,833 mm
- ホイールベース：3,000 mm
- 前トレッド：1,476 mm
- 後トレッド：1,468 mm
- クラッチ：2ピースカーボン製
- サスペンション：前後ともダブルウィッシュボーン/車高・キャンバー角・トー角調整可能式/アンチダイブ・アンチスクワット
- ブレーキキャリパー：AP4ポット
- ダンパー：オーリンズ
- タイヤ：クーパー
- ギヤボックス：6速シーケンシャル
- 車重：695 kg（ドライバー・燃料除く）

#### エンジン
- エンジン名：ザイテックZA1348
- 全長：542 mm
- 全幅：619 mm
- 全高：543 mm
- 気筒数・角度：V型8気筒・90度
- 排気量：3,400 cc
- バルブ：4バルブ/1シリンダー
- エンジンブロック：アルミニウム製
- シリンダーヘッド：アルミニウム製
- 最大馬力：520馬力（パワーブースト使用時 550馬力）
- 重量：120 kg
- スパークプラグ：NGK
- 燃料・潤滑油：バイオ燃料（オクタン価100）
- エンジンマネージメント：ザイテックEMS 4.6.1

## フェラーリマシン (Powered by Ferrari)

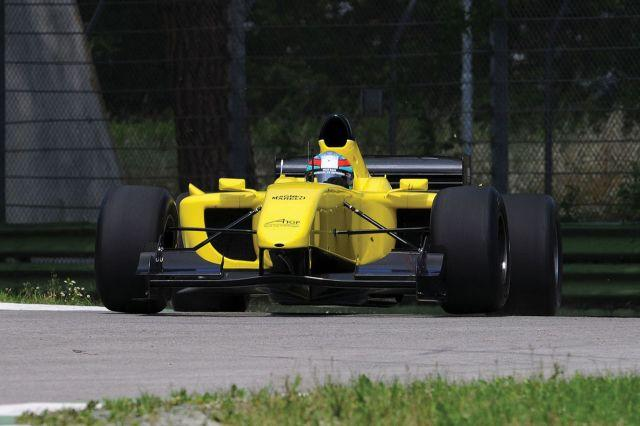
2008年以降に使用されるフェラーリ製マシン

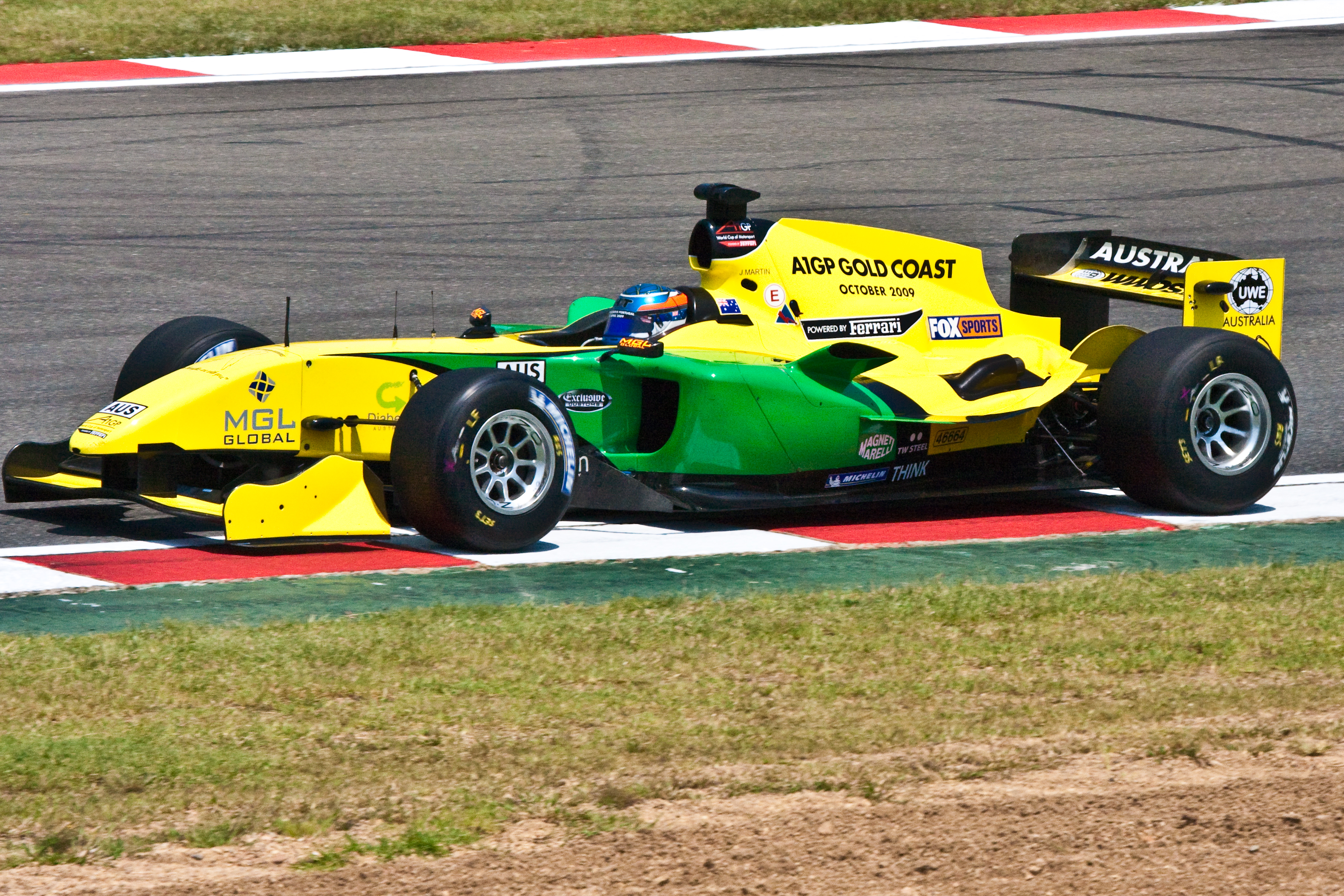
オーストラリアチームのマシン

2008年から2009年シーズンより使用が開始された。この後6年間はこのシャーシが使用されることが決定している。タイヤは3年間ミシュランが供給することが決定している。
2004年のF1世界選手権でスクーデリア・フェラーリが使用したチャンピオンマシンのF2004をベースに開発された。外見は似ているが、エンジンは排気量がアップされ、タイヤ、ホイール、ウイング、ボディワークといった各種パーツ構成も異なったものとなっている。車体全幅も若干F2004よりも大きくなっている。
前作のローラ・ザイテック車から引き続きパワーブースター機能が搭載されているが、このマシンから予選時にも使用できるようになった。

### スペック

#### シャーシ
- シャーシ構造：カーボンファイバー/アルミハニカムモノコック
- クラッチ：AP
- サスペンション：前後ともダブルウィッシュボーン/車高・キャンバー角・トー角調整可能式/アンチダイブ・アンチスクワット
- ブレーキキャリパー：ブレンボ6ポット
- ブレーキディスク・パッド：ブレンボ
- ダンパー：ペンスキーVBP-45
- ホイール：O・Z（フロント:13インチ×12インチ、リヤ:13インチ×14インチ）
- タイヤ：ミシュラン
- 燃料タンク：ATL 150L
- ギヤボックス：6速セミオートマチック
- エレクトロニクス：マニエッティ・マレリ
- シートベルト：サベルト6点式
- 車重：700 kg

#### エンジン
- 全長：569 mm
- 全幅：666.5 mm
- 全高：446 mm
- 気筒数・角度：V型8気筒・90度
- 排気量：4,500 cc
- バルブ：4バルブ/1シリンダー
- エンジンブロック：アルミニウム製
- シリンダーヘッド：アルミニウム製
- 最大馬力：540馬力（パワーブースト使用時 600馬力）
- 重量：160 kg
- スパークプラグ：NGK
- 燃料・潤滑油：シェル E10（オクタン価102）
- エンジンマネージメント：ボッシュMED9.6[2]